# Tipula baeostyla
Tipula baeostyla är en tvåvingeart som beskrevs av Alexander 1979. Tipula baeostyla ingår i släktet Tipula och familjen storharkrankar.
Artens utbredningsområde är Ecuador. Inga underarter finns listade i Catalogue of Life.